# 베리크 아브드라흐마노프
베리크 예세노비치 아브드라흐마노프(카자흐어: Берік Есенұлы Әбдірахманов 베리크 예세눌르 애브디라흐마노프, 러시아어: Берик Есенович Абдрахманов, 영어: Berik Abdrakhmanov, 1986년 6월 20일~)는 카자흐스탄의 권투 선수이다. 

## 경력
2013년 요르단 암만에서 열린 2013년 아시아 선수권 대회 남자 라이트급에서 우승을 차지했으며 같은 해에 카자흐스탄 알마티에서 열린 2013년 세계 선수권 대회 남자 라이트급에서 동메달을 획득했다.
2016년 8월에는 브라질 리우데자네이루에서 열린 2016년 하계 올림픽에 카자흐스탄 국가대표로 참가했다. 그는 라이트급 경기에 출전했으며 첫 상대인 일본의 나리마쓰 다이스케에게 패하여 탈락했다.